# Billy King
Billy King (Edimburgo, 12 maggio 1994) è un calciatore scozzese, centrocampista dell'Arbroath.

## Caratteristiche tecniche
Ala destra, può giocare nel medesimo ruolo sulla fascia opposta o come attaccante.

## Carriera

### Club
Ha giocato nella prima divisione scozzese ed in quella irlandese.

### Nazionale
Ha giocato nelle nazionali giovanili scozzesi Under-15, Under-16, Under-19 ed Under-21.

## Palmarès

### Club

#### Competizioni nazionali
- Scottish Championship: 1

Hearts: 2014-2015
Rangers: 2015-2016
- Scottish Challenge Cup: 1

Rangers: 2015-2016
- Coppa d'Irlanda: 1

St Patrick's: 2021
- Scottish League One: 1

Arbroath: 2024-2025